# Canal Covadonga

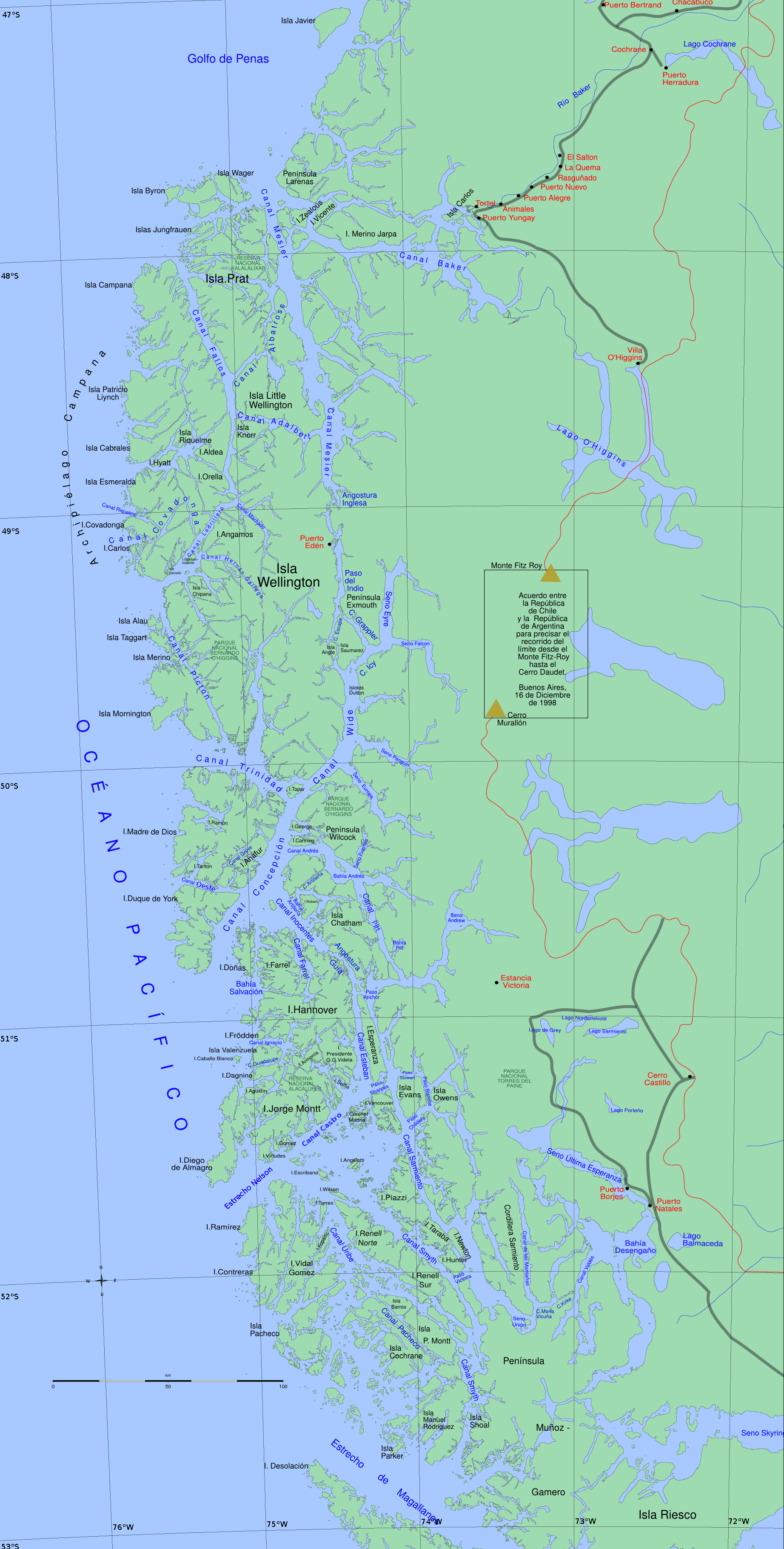
Golfo de Penas - Estrecho de Magallanes

El canal Covadonga  está situado en el océano Pacífico en la región austral de Chile, al sur del golfo de Penas, es uno de los canales patagónicos secundarios de la Patagonia chilena.
Administrativamente pertenece a la provincia Última Esperanza de la XII Región de Magallanes y la Antártica Chilena.
Era navegado por el pueblo kawésqar desde hace aproximadamente 6.000 años hasta fines del siglo XX, pues habitaban en sus costas.

## Recorrido
Mapa del canal
Comienza en 49°06′00″S 75°15′00″O / -49.10000, -75.25000 donde se une al canal Ladrillero y termina en 49°07′00″S 75°41′00″O / -49.11667, -75.68333 punto en que se une al océano Pacífico. Corre entre las islas Esmeralda y Covadonga por el norte y este y la isla Stosch por el sur.
Su curso es tortuoso y lo podemos dividir en tres sectores: el oriental de dirección N-S, el sector central que se comunica con el sector anterior por el paso Cárcamo y de dirección general NE-SW y el sector occidental de dirección general E-W que emerge en el océano.
La extensión del canal es de alrededor de 25 millas marinas. Es profundo y claro de peligros excepto en su salida al océano, en que existen numerosos arrecifes y rompientes en ambos lados del canal. Debe ser navegado sólo si se cuenta con un práctico.

## Geología y orografía
Los cerros que lo rodean tienen un aspecto pedregoso de color plomizo y con muy escasa vegetación. La costa sur es más quebrada. Existen despeñaderos y barrancos notables que facilitan el reconocimiento de la ruta de navegación.

## Oceanografía
Las corrientes obedecen a las variaciones de la marea, alcanzando hasta un máximo de 3 nudos de velocidad.